# Vyšný Mirošov
Vyšný Mirošov (rus. Вышній Мирошів, węg. Felsőmerse) – wieś (obec) na Słowacji w kraju preszowskim, powiecie Svidník.
Vyšný Mirošov położony jest w historycznym kraju Szarysz na szlaku handlowym z Węgier do Polski. Pierwsze wzmianki o wsi pochodzą z roku 1567.